# キーシュのオタマーン

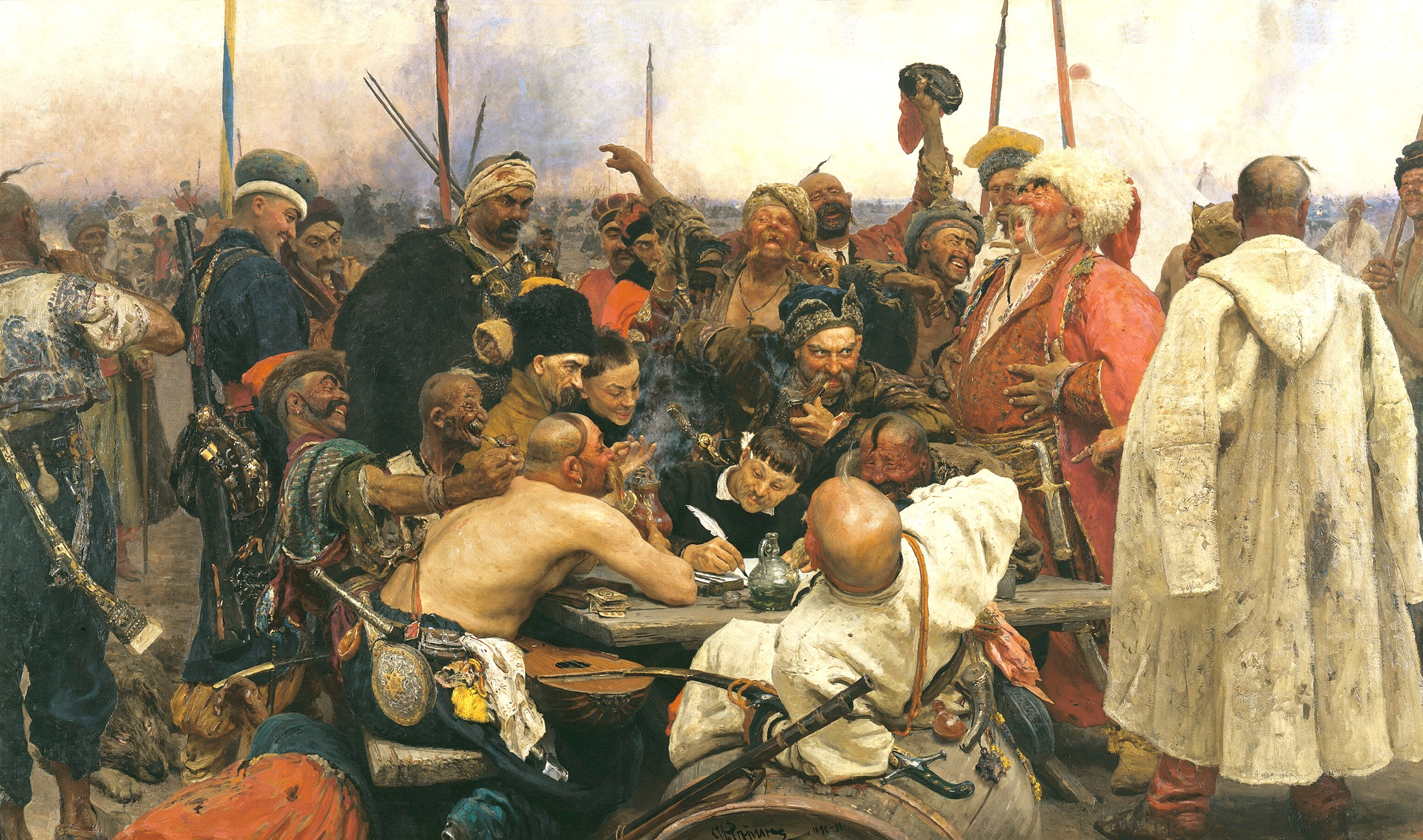
書記官の右上、身を傾けながらハイプを吸っているキーシュのオタマーン、「ルーシの鬼」と呼ばれたイヴァン・シルコー。

キーシュのオタマーン（ウクライナ語:Кошови́й отама́нコショヴィーイ・オタマーン）またはコショヴィーイ（Кошови́й)は、ウクライナ・コサックにおけるコサック軍の長官、またその称号である。16世紀から19世紀までの間、ウクライナ・コサックの軍事的組織であるザポロージャのシーチとドナウ川のシーチにおける選挙職で、軍事・行政・司法の最高権力を有していた。

## 概要
キーシュのオタマーンは、シーチの政府であるキーシュの頭であった。彼はシーチのコサック全員の参加する会議（Військова Рада）で普通選挙によって選ばれていたが、任期は1年のみであった。キーシュのオタマーンは、戦時には無制限の権力を有していたが、平時には他のコサックの長官とコサックの議会とともに、協議制に基づいてコサックの内外政を司っていた。彼の権力の象徴は鉄の鎚矛（ブラヴァー）であった。
キーシュのオタマーンの義務は、シーチの総合議会を開くこと、長官の会議で議長を務めること、他国勢力と接触して外交を掌ること、戦利品・税・領地・牧場・狩場・漁場などを平等に分配することであった。彼は、コサックの議会の指名に基づいて、コサックの政府の長官である軍の書記官（Писар）、軍の裁判官（Суддя）、軍の取締役（Осавул）を任命し、さらに専決によって、地域の長官・聖職者、雑務の長官、太鼓役（Довбиш）、通詞役（Товмач）、度量衡役（Кантаржій）、砲兵長（Гармаш）などを任命していた。また、キーシュのオタマーンは、最高裁判官として、軍の裁判官が出した判決を執行することが義務づけられていた。キーシュのオタマーンがシーチを不在の折に、彼の留守居役は任命オタマーンに任されていた。
16世紀から17世紀半ばまで、キーシュのオタマーンに選出された人物が「ヘーチマン」を自称したことがあったが、1649年以降、ヘーチマン国家というコサックの国家が成立すると用語の使い分けが明確化した。すなわち、ヘーチマンはその国家の元首とウクライナ・コサック全員の棟梁となり、キーシュのオタマーンはシーチに属しているコサックのみの長となった。
18世紀以前のシーチの古文書は喪失ないし未発見であるため、キーシュのオタマーンの起源については不明な点が多い。

## 注
1. ↑  キーシュ（陣営）のオタマーン、キーシュ長という意味。
2. ↑  以下、たんに「軍」と表記。コサック集団、コサック社会のこと。